# Schizachyrium kwiluense
Schizachyrium kwiluense är en gräsart som beskrevs av Hyacinthe Julien Robert Vanderyst och Robyns. Schizachyrium kwiluense ingår i släktet Schizachyrium och familjen gräs. Inga underarter finns listade i Catalogue of Life.